# Parti Démocratique Gabonais
Die Gabunische Demokratische Partei (französisch: Parti Démocratique Gabonais, Kürzel PDG, früher Gabunischer Demokratischer Block) ist eine politische Partei im afrikanischen Staat Gabun. Das Motto der Partei lautet: Dialog, Toleranz, Frieden. Sie war ursprünglich afrikanisch-sozialistisch geprägt und hat mittlerweile eine liberale und kapitalistische Ausrichtung.

## Einfluss
Sie war die einflussreichste Partei sowie die Regierungspartei des Landes bis zum Militärputsch 2023.
Die Partei hat auch Ableger („Föderationen“) im Ausland, die größten sind in der ehemaligen Kolonialmacht Frankreich und in den USA.
In der Nationalversammlung Gabuns hält die PDG derzeit 86 der 120 Sitze, im Senat Gabuns hält sie 54 der 91 Sitze.

## Geschichte
Die Partei wurde ursprünglich im Jahre 1946 von Léon M’ba als Ableger des Rassemblement Démocratique Africain im gabunischen Teil der Kolonie Französisch-Äquatorialafrika unter dem Namen Mouvement Mixte Gabonais (MMG) gegründet. 1953 wurde sie unter ihm in „Gabunischer Demokratischer Block“ (französisch: Bloc Démocratique Gabonais) umbenannt. Die Hochburgen der Partei lagen vor allem in den Städten. Der Gabunische Demokratische Block war bereits vor der Unabhängigkeit des Landes eine einflussreiche Partei, zunächst unter Léon M’ba. 1957 kam sie – auch durch Hilfe des europäischen Bevölkerungsteils – an die Macht und führte das Land 1960 in die Unabhängigkeit. 
Die Partei wurde unter dem aktuellen Namen am 12. März 1968 gegründet. Nach dem Tod des ersten Staatspräsidenten M'bas übernahm Omar Bongo den Vorsitz in der Partei, sie war seitdem die Einheitspartei Gabuns. Im Mai 1990 wurden jedoch Verfassungsänderungen durchgesetzt, welche die formale Einparteienherrschaft des PDG abschafften und ein Mehrparteiensystem in Gabun einführten. Die PDG blieb jedoch weiterhin die bestimmende politische Kraft des Landes. Auch der Präsident Omar Bongo, der bis 2009 regierte, herrschte als Mitglied der PDG quasi diktatorisch.
In den Parlamentswahlen am 9. Dezember 2001 gewann die Partei PDG 88 der 120 Sitze der Nationalversammlung Gabuns, in den Parlamentswahlen am 17. Dezember 2006 gewann die PDG 80 Sitze der Nationalversammlung. Dieses Mal gewannen allerdings Parteien, die mit der PDG eine Koalition geschlossen haben, ebenfalls mehrere Sitze.

## Belege
1. ↑  Angaben des Auswaertigen Amtes zu Gabun
2. ↑  Gabon. In: Encyclopædia Britannica. Encyclopædia Britannica Online, 2008, abgerufen am 15. September 2008.
3. ↑  "PDG gewinnt die Wahlen in Gabun" (auf Englisch), BBC News, 22. Dezember 2006.
4. ↑  "Proclamation officielle des résultats des élections législatives par la Cour constitutionnelle", Wahlergebnisse 2006 (Memento des Originals vom 12. September 2007 im Internet Archive)  Info: Der Archivlink wurde automatisch eingesetzt und noch nicht geprüft. Bitte prüfe Original- und Archivlink gemäß Anleitung und entferne dann diesen Hinweis., InfoPlus Gabon.